# Gerrit Achterberg
Pour les articles homonymes, voir Achterberg.
Gerrit Achterberg, né le 20 mai 1905 à Langbroek aux Pays-Bas, mort le 17 janvier 1962 à Leusden aux Pays-Bas, est un écrivain néerlandais.

## Œuvres
- Matière. Poèmes. Trad. du hollandais par Henk Breuker, Frédéric Jacques Temple & F. Cariés. Montpellier, La Licorne, 1952. (Trad. du: Stof [Den Haag, 1946])
- De zangen van twee twintigers (1925)
- Afvaart (1931), Eiland der ziel (1939),
- Dead end (1940), Osmose (1941)
- Thebe (1941)
- Eurydice (1944)
- Morendo (1944)
- Sintels (1944)
- Energie (1946)
- Existentie (1946)
- Limiet (1946)
- Radar (1946)
- Sphinx (1946)
- Stof (1946)
- Doornroosje (1947)
- En Jezus schreef in 't zand (1947)
- Hoonte (1949)
- Sneeuwwitje (1949)
- Mascotte (1950)
- Ballade van de gasfitter (1953)
- Cenotaaph (1953)
- Ode aan Den Haag (1953)
- Autodroom (1954)
- Spel van de wilde jacht (1957)
- Vergeetboek (1961)
- Blauwzuur (1969)